# Kölner Dombaumeister

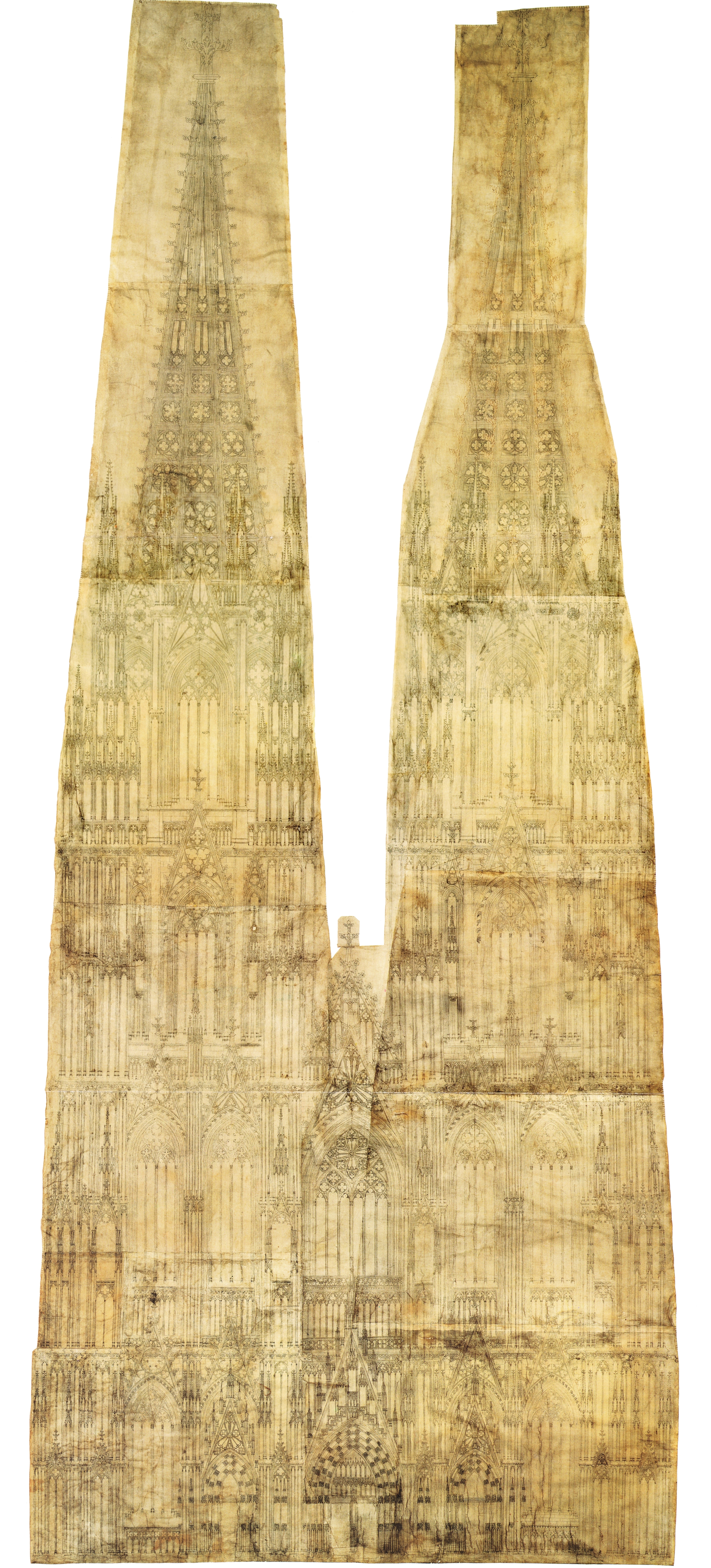
Fassadenplan F: der berühmte Baumeister-Plan aus dem Kölner Mittelalter

Die Kölner Dombaumeister waren und sind für die Errichtung und Erhaltung des Kölner Doms verantwortlich, dazu leiten sie die Kölner Dombauverwaltung und führen die Dombauhütte. Ihnen zugeordnet waren früher die Domwerkmeister.

## Mittelalter
Über die Personen der mittelalterlichen Dombaumeister ist kaum etwas bekannt – auch, weil das Archiv der Dombauhütte 1794 von den Franzosen abtransportiert wurde und seitdem als verschollen gilt. Auch darum sind die mittelalterlichen Dombaumeister nur durch das Bauwerk zu fassen, das sie errichtet haben.

### Meister Gerhard

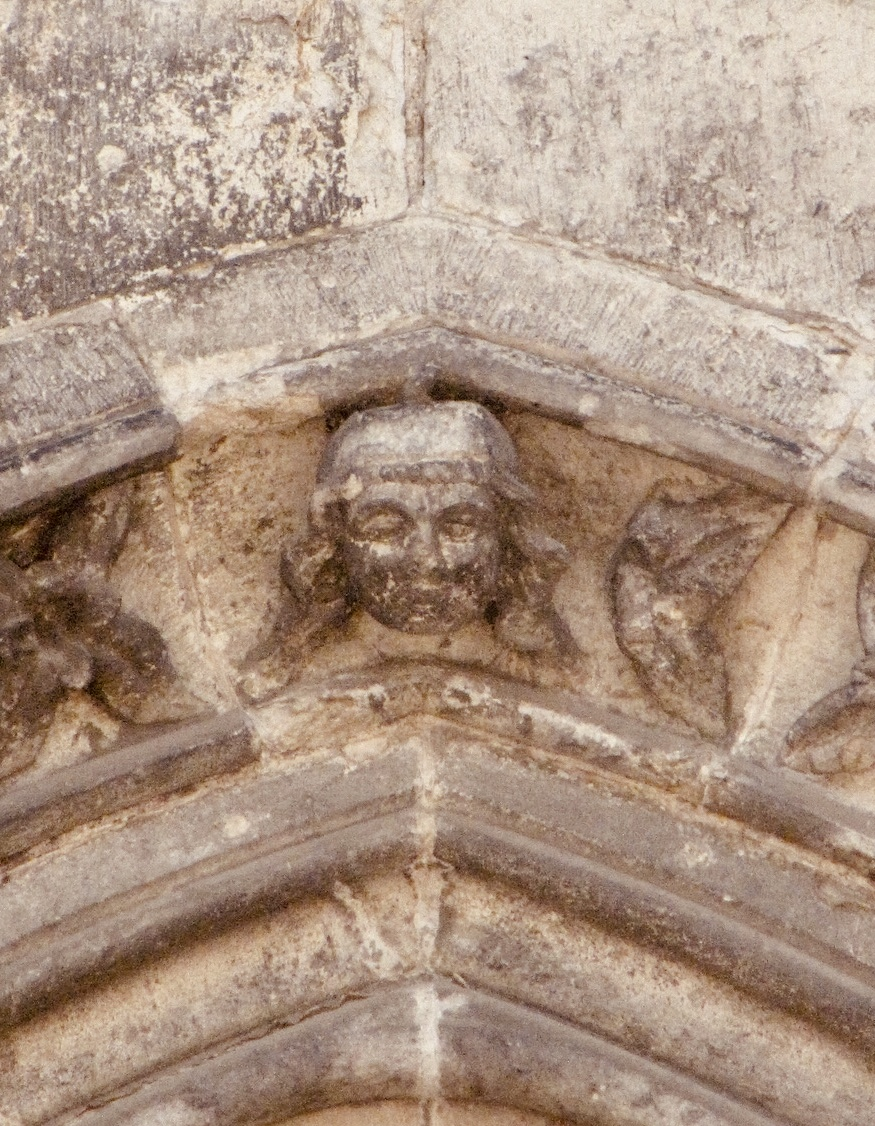
Meister Gerhard: Steinkopf über der Achskapelle gilt als Darstellung des Baumeisters

Erster Dombaumeister war Meister Gerhard. Es wird vermutet, dass er aus einer lokalen Bauhütte berufen wurde. Möglicherweise stammte er aus dem deutschsprachigen Teil Lothringens und kannte daher die lothringischen Kathedralen von Toul und Metz. Weil er den Dom mit der spätromanischen Baumethode baute, hat er sicher eine französische Bauhütte niemals betreten. Allerdings ist er zweifellos in Frankreich gewesen, um sich die damals modernsten Kathedralen – und dabei vor allem den Chorbau in Amiens – persönlich anzuschauen.
Meister Gerhard hat bei der Planung des Kölner Chores dann einen mathematisch und geometrisch fundierten Riss vorgelegt, der seine Vorbilder deutlich übertroffen hat. Denn im Kapellenkranz in Amiens sind die 7 Kapellen als Abschnitte eines ungefähren 13-Ecks gebaut. Gerhard dagegen hat sie als 7 Seiten eines regelmäßigen 12-Ecks geometrisch konstruiert. Die analytische Begabung hinter dieser Planung war offenbar so bedeutend, dass die hochgelobte Kölner Lösung in den folgenden Jahren auf anderen Bauhütten nicht mehr wiederholt werden konnte. Es ist daher vermutet worden, dass Gerhard ein Baumeister gewesen sei, der vor allem als ideeller Planer und nicht als Handwerker gearbeitet habe.
Jedenfalls muss er eine überdurchschnittliche Begabung zur räumlichen Vorstellung und ein sehr gutes Gefühl für Raumwirkungen und Proportionen besessen haben. Ihm gelang es erstmals (und als Einzigem), einheitliche Bündelpfeiler für den gesamten Chor zu entwickeln, und  er wählte im Rundchor einen eiförmigen Pfeilerquerschnitt, um einen harmonischeren Raumeindruck zu erreichen.
Unter der energischen Bauleitung Gerhards schritten die Bauarbeiten schnell fort, so dass 1277 der Kapellenkranz fertiggestellt war. Zu diesem Zeitpunkt war Gerhard allerdings schon zu Tode gekommen († um 1271), weil er von einem Baugerüst gestürzt war. Dieses Berufsrisiko war damals bekannt; dennoch waren die Todesumstände des Dombaumeisters offenbar so mysteriös, dass sich im Mittelalter mehrere Dombausagen daraus entwickelten. Dombaumeister Gerhard ist lange Zeit mit dem Kölner Domherrn Gerhard von Rile identifiziert worden, der aus einem rheinischen Ministerialengeschlecht stammte. Inzwischen „muss das ausgeschlossen werden.“
Lange wurde Gerhard als Schöpfer eines „gotischen Masterplanes“ angesehen, der den beeindruckend einheitlichen Gesamtplan des Domes als fünfschiffiges Bauwerk mit Doppelturmfassade entwickelt habe. Das ist heute als völlig unplausibel widerlegt. Grundsätzlich wurden die Kathedralen im Mittelalter nur in Bauabschnitten geplant und zudem wollte jeder Baumeister im Werk immer seine eigene planerische Handschrift verwirklichen. Daher muss sogar offenbleiben, ob die bemerkenswert harmonisch einheitliche Gestaltung von Triforium und Obergaden die Idee von Gerhard war oder die seines hochangesehenen Nachfolgers Meister Arnold.

### Meister Arnold
Meister Arnold, der zweite Baumeister der Domes, trug den Beinamen „Poleyr“ (oder „Parlier“). Daraus ist geschlossen worden, dass er schon bei seinem Vorgänger als eine Art Domwerkmeister gearbeitet hat. Möglicherweise war er auch der Stammvater der nachmalig berühmten Baumeisterfamilie der Parler. In Köln war Arnold so hoch angesehen, dass seine beiden Söhne Johannes und Rutger ihm im Amt des Baumeisters folgten.
Arnold baute die Gewölbe des Hochchores und die wie eine Membran in die Pfeiler gespannten Wandelemente aus Glas und Maßwerk. Möglicherweise ist daher auch die vollendet harmonische Gestaltung von Triforium und Obergaden nicht nur sein Bau, sondern auch sein Entwurf.
Kurz nachdem Arnold in Köln sein Amt übernommen hatte, stürzte bei der zeitgleich gebauten Kathedrale in Beauvais ein Teil des Chores ein (1284). Weil der statische Ehrgeiz in Köln und Beauvais ähnlich war, muss das auch für Arnold als Menetekel gewirkt haben. Er entschied sich dafür, die Baukonstruktion am Dom grundsätzlich beizubehalten, verstärkte allerdings das Strebewerk am Hochchor deutlich. Das Strebewerk nimmt die Schubkräfte des Gewölbes auf, die die schlanken Innenpfeiler nicht tragen können, und sichert so die Standfestigkeit des „Glashauses“. Gleichzeitig wirken die Strebepfeiler als Sperren gegen den Winddruck.
Es ist unklar, ob es Arnold († nach 1299) vergönnt war, den Schlussstein am wesentlich von ihm geprägten Hochchor zu setzen. Das Werk wurde dann von seinem Sohn Johannes bis 1322 vollendet.

### Meister Johannes und Meister Rutger

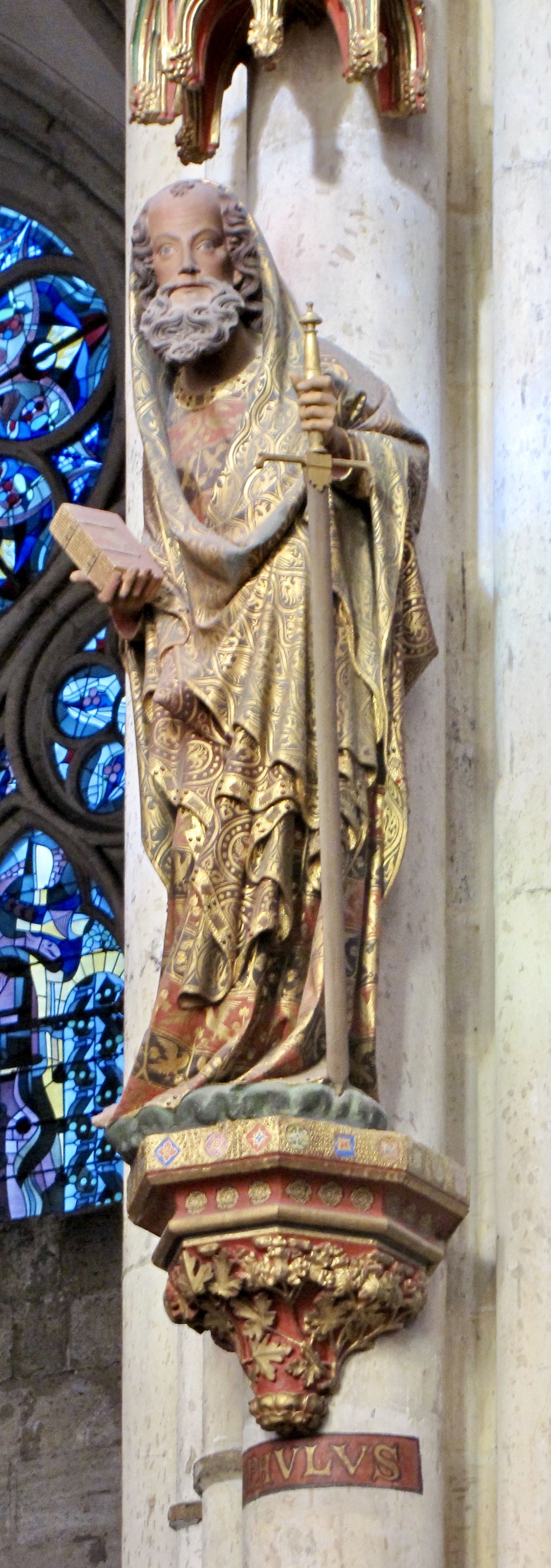
Beginnendes 14. Jahrhundert: Chorpfeilerfigur unter Aufsicht der Dombaumeister

Arnolds Söhne, Meister Johannes (1270 – 1331) und Meister Rutger († 1333), führten seit 1308 den Dombau getreu den Stilvorgaben der Vätergeneration fort. Sie gelangten aus für uns heute nicht mehr bekannten Gründen zu der Entscheidung, nach Vollendung des Chores die südlichen Seitenschiffe des Langhauses zu bauen. Üblicher wäre es gewesen, nach dem Chor das sich anschließende Querschiff zu errichten. Bei der Planung des Langhauses fanden die Baumeister zu einer fünfschiffigen Lösung, obwohl im französischen Kathedralbau bevorzugt dreischiffige Langhäuser errichtet wurden. Der Kölner Kathedralplan machte dann in den Niederlanden Schule und wurde beispielsweise im ursprünglichen Bauplan der Kathedrale von Antwerpen nachgeahmt.
In die von Johannes und Rutger verantwortete Bauperiode fiel die Schöpfung der Chorpfeilerfiguren. Es darf davon ausgegangen werden, dass diese unter ihrer Aufsicht und Anleitung entstanden sind. Die 14 Figuren übernehmen Kompositionsmotive der französischen, vor allem der Pariser Skulpturenkunst. Durch ihre überlangen, gebogenen Figuren, die zudem mit ausladenden, tief gefalteten Gewändern behängt sind, betonen sie allerdings einen neuen Stil, der als „überfranzösisch“ bezeichnet worden ist. Die Künstler der Figuren dürfen als die Avantgarde unter den damaligen Steinmetzen betrachtet werden. Sie haben zudem abweichend von allen Vorlagen den Figuren eine prächtige, ornamentreiche Bemalung mitgegeben, die als „Show-Effekte der Seidenstoffe“ beschrieben wurde. Dadurch schaffen die Baumeister nicht nur den Höhepunkt der manieristischen Phase der gotischen Skulptur. Sie öffnen gleichzeitig den Weg für einen neuen, weichen Stil, der schließlich zum böhmischen Schönen Stil führt.
Baustilistisch folgten die Meister getreulich den mehr als 70 Jahre alten Lösungen, den ihre Vorgänger für den Chor gefunden hatten. Das war wenig selbstverständlich. Viele Baumeister nutzten einen neuen Bauabschnitt, um ihre eigene gestalterische Begabung zu verwirklichen. Heute muss offen bleiben, ob sie die familiäre Prägung davon abgehalten hat. Dafür ist es wahrscheinlich, dass der ältere Heinrich Parler, der als Baumeister des Münsters in Schwäbisch Gmünd bekannt wurde, der Sohn eines der beiden Dombaumeisterbrüder war.

### Bartholomäus von Hamm
Bis zur Mitte des 14. Jahrhunderts trug Bartholomäus von Hamm die Verantwortung als Dombaumeister. Er war der Schwiegervater des später sehr bekannten Peter Parler, der sein Handwerk in Köln gelernt hat. Bartholomäus und Peter erarbeiteten gemeinsam einen ersten Plan für die Westfassade, die Peter zumindest teilweise zeichnete. Es wird vermutet, dass es sein Meisterstück gewesen ist. Bartholomäus musste sich besonders darum kümmern, den Kirchenraum in den Seitenschiffen zumindest provisorisch nutzbar zu machen, und schuf dort eine Art Hallenkirche mit Notdach, die zwei Joche breit und immerhin 6 Joche lang war. Der Kirchenraum, der vom Chor durch eine Mauer getrennt blieb, konnte schließlich für Messfeiern verwendet werden. Gleichzeitig schuf der Dombaumeister die Voraussetzung für das Fundament des Südwestturms, das um 1360 gelegt worden ist. Bartholomäus allerdings war es durch seinen Tod vor 1353 nicht vergönnt, seine Planung zur Westfassade zu verwirklichen.

### Michael von Savoyen
1353 kam Michael von Savoyen (*um 1320, † nach 1387) als Dombaumeister nach Köln. Er stammte aus einer älteren Baumeister-Familie aus der Nähe von Salem, die sich in den folgenden Generationen mit der Familie der Parler durch mehrere Heiraten eng verband. Im späten Mittelalter gehörte Meister Michael zu den „Stararchitekten.“ Heute ist er als der Dombaumeister identifiziert, dem wir die Westfassade des Domes zu verdanken haben, die wir kennen.
Seine Lehrjahre verbrachte Michael wahrscheinlich im Einflussbereich der Straßburger Bauhütte, die durch die revolutionären Bauschöpfungen Erwin von Steinbachs großen Einfluss gewonnen hatte. Michael kannte daher sowohl das Schleiermaßwerk am Straßburger Münster wie auch den Maßwerkhelm am Freiburger Münster aus eigener Anschauung. Von beiden Schöpfungen Erwins ist ein wichtiger Einfluss auf den Kölner Fassadenplan erkennbar.
Durch seine engen verwandtschaftlichen Beziehungen mit Peter Parler war Michael sicherlich auch im Detail über die Formfindungen der Parlerschen Gotik auf dem Laufenden, die dieser beim Bau des Prager Veitsdoms verwirklichen konnte. Michael wird daher einen detaillierten Einblick in die damals jüngsten Architekturfindungen gehabt haben, die wir heute beginnende Spätgotik nennen. Zudem wird er die französischen Kathedralen in Reims, Troyes und Rouen gesehen haben. Alles das machte ihn zu einem reifen Baumeister, der einen vollständigen Überblick über die zeitgenössische Sakralarchitektur hatte.
1370 bestieg der erst zwanzigjährige Friedrich von Saarwerden den Erzbischofssitz in Köln. Im Gedankenaustausch mit diesem Fürstbischof, der ein reges Interesse daran hatte, seinen Einfluss auf die Reichspolitik zu stärken, konnte Michael seinen großen Bauplan für eine neue Westfassade realisieren. So entstand um 1370 der berühmte Fassadenriss F auf einem über vier Meter hohen Pergament, an dem der Erzbischof offenbar Änderungen vornehmen ließ, um Platz für Reiterstandbilder zu schaffen (die aber nie realisiert wurden.) Der Baumeister und sein junger Auftraggeber entschieden sich, statt der bis dahin geplanten fünf Portale nur drei zu bauen. Zudem konnte Michael erreichen, dass sich die Fassadengliederung nicht auf die Westfassade beschränkte, sondern um den gesamten Turmkörper herumgeführt wurde.
Der Baumeister hatte das Selbstbewusstsein, eine Fassade in einer Dimension zu planen, die alle damaligen Bauwerke weit übertraf. Die Westfassade des Domes ist mit knapp 7.000 m² Fläche auch heute noch die größte Kirchenfassade überhaupt. Die Türme hätten mit einer Höhe von über 150 Metern den Dom im Mittelalter zum höchsten Gebäude gemacht. (Das war der Dom dann sogar noch 1880, als die Türme endlich fertiggestellt werden konnten.) So wurde die Westfassade des Doms zu einer der größten Bauunternehmungen im Mittelalter. Sie begab sich in doppelter Hinsicht in einen Wettbewerb mit dem Veitsdom. Für den Baumeister Michael war es die künstlerische Auseinandersetzung mit seinem Gegenschwieger Peter Parler, der in Prag die Stilformen der Spätgotik einführte. Friedrich, Michaels erzbischöflicher Auftraggeber, stand seinerseits mit dem kaiserlichen Hof Karls IV. in Prag in so engem Kontakt, dass der bauliche Wettbewerb ein zweckdienliches Mittel war, um die Nähe des Erzbischofs zum Kaiser zu demonstrieren.
Zur Verwirklichung seiner Bauaufgabe wählte Michael indessen eine nachklassisch-hochgotische Architektursprache, die in seiner Zeit schon rund 100 Jahre alt war. Damit wollte er betonen, dass der Dom auch damals schon ein Gebäude mit historischer Tradition und Bedeutung war. Ihm gelang es damit, die Kölner Domfassade zu einem Denkmal politischer Ambitionen zu machen. Zusätzlich schätzte auch der Erzbischof, sein Auftraggeber, die hochgotische Architektursprache. Michael aber gelang es, die hochgotischen Stilformen auf einen plastischen Baukörper zu übertragen, der typisch für die Spätgotik ist. Der Baumeister schuf damit eine spätklassische Variante der Hochgotik, mit der er wesentlich dazu beitrug, diese Mitte des 14. Jahrhunderts zu einer bewussten historischen Architekturströmung zu machen. Damit gelang ihm aus der Reife seiner Erfahrungen eine Baulösung, die den Dom gleichzeitig als homogenes Bauwerk erscheinen und zur hochgotischen „idealen Kathedrale“ werden ließ.
Mit dem Tod Michaels endete sein Einfluss in Köln. Denn als sein Nachfolger wurde nicht einer seiner Söhne (oder Schwiegersöhne), sondern ein Jakob von Metz berufen.

### Dombaumeister ab 1389
- um 1389–1395: Jakob von Metz[33]
- 1395–1412: Andreas von Everdingen († vor 1412)
- 1412–1419: Johannes Hültz, der 1419 als Münsterbaumeister nach Straßburg ging[33]
- 1425–1445: Nikolaus van Bueren (um 1380–1445)
- 1445–1469: Konrad Kuene van der Hallen (1400 oder 1410–1469)
- ab 1469: Johann Kuene van Franckenberg († nach 1491)
- um 1539: Laurenz Cronenberg (Domwerkmeister[34])

Gegen Ende des 15. Jahrhunderts ließ die Bauintensität beim Kölner Dom stetig nach. Letzter bekannter Dombaumeister war ab 1469 Johann Kuene van Franckenberg, der 1491 letztmals genannt wurde. Um 1500 fand noch die Grundsteinlegung des Nordturms statt. Seit 1510 wurden die Arbeiten am Dom nach und nach eingestellt, die letzte Baunachricht stammt von 1528. Jüngere Forschungen nehmen bereits für die Zeit nach 1530 einen weitgehenden Baustopp an, auch wenn noch Geld für Ausstattung und Reparaturen floss.

## Neuzeit
- 1821–1833: Friedrich Adolf Ahlert (1788–1833)
- 1833–1861: Ernst Friedrich Zwirner (1802–1861)
  - ab 1845: Vincenz Statz (1819–1898; Domwerkmeister)
  - 1859–1868: Franz Schmitz (Domwerkmeister)
- 1862–1902: Richard Voigtel (1829–1902)
- 1903–1927: Bernhard Hertel (1862–1927)
- 1928–1944: Hans Güldenpfennig (1875–1945)
- 1947–1972: Willy Weyres (1903–1989)
- 1972–1999: Arnold Wolff (1932–2019)
- 1999–2012: Barbara Schock-Werner (* 1947) (Stellvertreter Bernd Billecke (1952–2012))[35]
- 2012–2015: Michael Hauck (* 1960) (Stellvertreter Peter Füssenich (* 1971))[36][37]
- seit 2016: Peter Füssenich (* 1971);[38] Stellvertreter seit 1. September 2016 Albert Distelrath[39]